# Pterobryopsis scariosa
Pterobryopsis scariosa là một loài rêu trong họ Pterobryaceae. Loài này được (Lorentz) M. Fleisch. mô tả khoa học đầu tiên năm 1905.